# Steigers in Dordrecht
De steigers in de Dordtse Voorstraatshaven zijn straatjes die van de straat naar het water lopen. Ze behoren tot de minder bekende straten in de historische binnenstad van Dordrecht. Deze steigers, die nergens anders in Nederland in deze vorm voorkomen (behalve in Gorinchem), zijn ontstaan door de ligging van Dordrecht als een nederzetting aan een klein zijriviertje van de Merwede, de Thure, die later de Voorstraathaven werd, een van de weinige nog bestaande middeleeuwse rivierhavens.

## Geschiedenis
De haven was smal en de oevers waren volgebouwd, waardoor er nauwelijks ruimte was voor kades. Om schepen toch de gelegenheid te geven aan te meren en te lossen, werden in de haven op verschillende plaatsen steigers aangelegd, met een doorgang naar de straat. Deze steigers fungeerden als tijdelijke aanlegplaatsen voor schepen, een oplossing die nodig was vanwege de beperkte ruimte langs de waterkant.
In de middeleeuwen ontwikkelde Dordrecht zich tot een belangrijke handelsstad, ondanks haar relatief kleine oppervlakte. Sommige steigers herinneren nog aan het handelsverleden van Dordrecht, zoals de Turfsteiger en de Houtsteiger. Andere steigers verwijzen naar nabijgelegen straten (bijvoorbeeld de Spuisteiger, Ruitensteiger en Dolhuissteiger), terwijl andere steigers vernoemd zijn naar herkenbare objecten in de buurt, zoals de Kraansteiger en de Distelsteiger, die genoemd is naar de voormalige brouwerij De Dissel. De Donkere Steiger en de Grote Appelsteiger bevonden zich in een breder gedeelte van de haven, waar ruimte was om een kade aan te leggen. In de monding van de haven, de Wijnstraathaven, konden de steigers aan beide zijden worden omgevormd tot kades: de Taankade aan de ene zijde en de Mattenkade aan de andere zijde.

## Steigers en waterkering
De huizen aan de Voorstraat aan de havenzijde maken deel uit van de waterkering van de stad. Om te beschermen tegen hoge waterstanden zijn in de steigers constructies aangebracht die het water weren. Deze bestaan voornamelijk uit kleine dijkjes in de vorm van stenen trappen. Op sommige plekken, waar de doorgang niet werd belemmerd, werden constructies geplaatst waarin vloedplanken konden worden ingelegd om het water tegen te houden.

### Ouderdom en naamgeving van de steigers
De steigers worden al in de annalen van Dordrecht genoemd, zowel aan de Voorstraat- als aan de Wijnstraatkant, kort na 1400. Het is echter waarschijnlijk dat de steigers in hun oudste vorm al driehonderd jaar eerder bestonden, vanaf het begin van de stad Dordrecht. De Spuisteiger, die al sinds 1403 bekend is, is de steiger die het langst zijn naam heeft behouden. De jongste steiger, de Kerksteiger, werd pas in 1600 aangelegd.

### Steigers aan de Voorstraat
Aan de Voorstraatzijde waren er oorspronkelijk minstens 19 steigers, waarvan 13 tegenwoordig nog duidelijk zichtbaar zijn. De bekendste steigers aan de Voorstraat zijn:
1. Dolhuissteiger
2. Ruitensteiger
3. Botgensteiger
4. Spuisteiger
5. Stadhuissteiger
6. Vriesestraatsteiger
7. Donkere steiger
8. Grote appelsteiger
9. Kleine appelsteiger
10. Houtsteiger
11. Distelsteiger
12. Turfsteiger
13. Kerksteiger

### Steigers aan de Wijnstraat
Aan de Wijnstraatkant zijn er slechts 9 steigers bekend, waarvan er nog 4 min of meer bewaard zijn gebleven. Veel steigers verdwenen hier door de wens om de ruimte in de dure straat voor huizenbouw te gebruiken, of vanwege de bouw of verbreding van bruggen en markten. De overgebleven steigers aan de Wijnstraat zijn:
1. Manhuissteiger
2. Beurssteiger
3. Kraansteiger
4. Mattensteiger

Daarnaast zijn steigers zoals de Beurssteiger, de Halsteiger en de Kleine Kraansteiger verdwenen door veranderingen in de infrastructuur van de stad, zoals de aanleg van bruggen en markten.

## Veranderingen en verdwijning van steigers
In de vroegmiddeleeuwse periode staken steigers de Oude Maas in, maar deze zijn verdwenen onder de bebouwing na de aanplemping van land. Steigers aan de Merwedezijde werden omgevormd tot kades. Zo werd het Melkpoortje, dat toegang geeft tot de Merwekade, vroeger aangeduid als de Melksteiger.